# Ludovic Capelle
Ludovic Capelle (Namur, 27 de febrer de 1976) és un ciclista belga, que fou professional entre 1998 i 2009. En el seu palmarès destaca el Campionat de Bèlgica de ciclisme en ruta de 2001 i l'A través de Flandes de 2004.

## Palmarès
- 1995
  - Vencedor d'una etapa del Tour de Namur
- 1996
  - 1r al Tour de Flandes sub-23
- 1997
  - 1r al Tour de Flandes sub-23
  - 1r al Memorial Danny Jonckheere
  - Vencedor d'una etapa del Tour de Lieja
- 1998
  - Vencedor d'una etapa del Tour de la Regió Valona
- 1999
  - Vencedor d'una etapa del Gran Premi del Somme
  - Vencedor d'una etapa del Tour de la Regió Valona
- 2000
  - 1r al Tour de la Haute-Sambre
- 2001
  -  Campió de Bèlgica de ciclisme en ruta
- 2002
  - Vencedor d'una etapa del Circuit de La Sarthe
- 2003
  - 1r al Grote Scheldeprijs
- 2004
  - 1r a l'A través de Flandes
  - 1r al Gran Premi d'Isbergues
  - Vencedor d'una etapa del Tour de Poitou-Charentes

### Resultats al Tour de França
- 2001. Abandona (10a etapa)